# تپه منجیق چی
تپه منجیق چی مربوط به دوران پیش از تاریخ ایران باستان تا دوران‌های تاریخی پس از اسلام است و در شهرستان مشگین‌شهر، بخش مرکزی، روستای منجیق چی واقع شده و این اثر در تاریخ ۱۷ اسفند ۱۳۸۱ با شمارهٔ ثبت ۷۸۶۳ به‌عنوان یکی از آثار ملی ایران به ثبت رسیده است.